# Campionati del mondo di atletica leggera 2005 - Marcia 20 km femminile
La gara dei 20 km di marcia femminile ai Campionati del mondo di atletica leggera di Helsinki 2005 si è svolta nella giornata del 7 agosto.

## Podio
| Posizione | Atleta            | Paese       |
| --------- | ----------------- | ----------- |
| Oro       | Olimpiada Ivanova | Russia      |
| Argento   | Ryta Turava       | Bielorussia |
| Bronzo    | Susana Feitor     | Portogallo  |

## Risultati
1. Olimpiada Ivanova,  Russia 1h 25'41"
2. Ryta Turava,  Bielorussia 1h 27'05"
3. Susana Feitor,  Portogallo 1h 28'44"
4. María Vasco,  Spagna 1h 28'51"
5. Barbora Dibelková,  Rep. Ceca 1h 29'05"
6. Athina Papayianni,  Grecia 1h 29'21"
7. Elisa Rigaudo,  Italia 1h 29'52"
8. Claudia Ștef,  Romania 1h 30'07"
9. Song Hongjuan,  Cina 1h 30'32"
10. Yuliya Voyevodina,  Russia 1h 30'34"
11. Melanie Seeger,  Germania 1h 31'00"
12. Kristina Saltanovic,  Lituania 1h 31'23"
13. Elena Ginko,  Bielorussia 1h 31'36"
14. Ana Maria Groza,  Romania 1h 31'48"
15. Vera Santos,  Portogallo 1h 32'17"
16. Maria Teresa Gargallo,  Spagna 1h 32'24"
17. Svetlana Tolstaya,  Kazakistan 1h 32'40"
18. Tatyana Gudkova,  Russia 1h 33'05"
19. Geovana Irusta,  Bolivia 1h 33'19"
20. Jane Saville,  Australia 1h 33'44"
21. Cheryl Webb,  Australia 1h 33'58"
22. Jolanta Dukure,  Lettonia 1h 34'24"
23. Sabine Zimmer,  Germania 1h 34'24"
24. Mária Gáliková,  Slovacchia 1h 34'38"
25. Gisella Orsini,  Italia 1h 35'05"
26. Vira Zozulya,  Ucraina 1h 35'12"
27. Inês Henriques,  Portogallo 1h 35'44"
28. María José Poves,  Spagna 1h 36'12"
29. Kim Mi-Jung,  Corea del Sud 1h 37'01"
30. Sonata Milušauskaitė,  Lituania 1h 37'17"
31. Mayumi Kawasaki,  Giappone 1h 37'30"
32. Monica Svensson,  Svezia 1h 38'11"
33. Graciela Mendoza,  Messico 1h 39'56"
34. Mabel Oncebay,  Perù 1h 40'46"
35. Outi Sillanpää,  Finlandia 1h 41'03"
  - Sachiko Konishi,  Giappone dnf
  - Teresa Vaill,  Stati Uniti dnf
  - Elena Nikolaeva,  Russia dnf
  - Miriam Ramón,  Ecuador dnf
  - Nataliya Misyulya,  Bielorussia dnf
  - Wang Liping,  Cina dnf
  - Olive Loughnane,  Irlanda dq
  - Athanasia Tsoumeleka,  Grecia dq
  - Cristina López,  El Salvador dq
  - Jiang Jing,  Cina dq
  - Evelyn Núñez,  Guatemala dq
  - Gulnara Mammadova,  Azerbaigian dq